# Peter Rock
Peter Rock (* 16. Dezember 1941 in Rudolstadt; † 20. Juni 2021 in Jena) war ein deutscher Fußballspieler. In der höchsten Spielklasse des DDR-Fußballs, der Oberliga, spielte er für den SC Motor sowie dessen Ausgründung FC Carl Zeiss Jena. Mit den Thüringern wurde er dreimal Meister und einmal Pokalsieger. Rock ist elffacher DDR-Nationalspieler und gewann mit der ostdeutschen Olympiaelf 1964 die Bronzemedaille im olympischen Fußballturnier.

## Sportliche Laufbahn
Rock war Nachwuchsfußballspieler bei der Betriebssportgemeinschaft Einheit Rudolstadt und schloss in dieser Zeit eine Schmiedlehre ab. 1960 wurde er zur Fußballabteilung des Sportclubs Motor Jena delegiert. Ein Jahr später setzte ihn der SC Motor in seiner Oberligamannschaft ein, in der Rock in der Saison 1961/62 neun der 39 Punktspiele bestritt. Bereits in der folgenden Spielzeit 1962/63 gehörte er zum Spielerstamm der 1. Mannschaft. Er wurde in 21 von 26 Oberligapunktspielen eingesetzt und erzielte als 1,72 Meter großer Rechtsaußenstürmer seine ersten sieben Oberligatore. Am Saisonende feierte der SC Motor seine erste DDR-Meisterschaft und Rock damit seinen ersten Titelgewinn.
Mit der Saison 1963/64 nahm Jenas Trainer Georg Buschner Rock in das Mittelfeld zurück, ein Jahr später spielte er in der Verteidigung, und dieser Bereich blieb ihm auch im weiteren Verlauf seiner Karriere vorbehalten. Aus der Defensive heraus gelang es Rock jedoch, 1965/66 mit acht Punktspieltoren bester Torschütze seiner Mannschaft zu werden, die sich inzwischen nach Ausgliederung aus dem SC Motor zum FC Carl Zeiss Jena gewandelt hatte.
1967/68 gewann Rock mit dem FC Carl Zeiss Jena seine zweite DDR-Fußballmeisterschaft, an der mit 22 Punktspieleinsätzen und sechs Toren beteiligt war. Er erreichte auch erstmals das Finale um den DDR-Fußballpokal, doch die Jenaer unterlagen am 9. Juni 1968 mit Rock als Innenverteidiger gegen den 1. FC Union Berlin mit 1:2. 1970 wurde Rock mit dem FC Carl Zeiss zum dritten Mal Meister. Am 14. Mai 1972 gewann er mit den Jenaern auch den FDGB-Pokal. Als Libero sicherte er den 2:1-Sieg über Dynamo Dresden. In dieser Saison 1971/72 war Rock zum letzten Mal als Stammspieler in Aktion gewesen (25 von 26 möglichen Partien). 1972/73 bestritt er nur noch 13 Oberligapunktspiele, in der Rückrunde stand er nur dreimal in der Mannschaft. Als 31-Jähriger absolvierte er in der Hinrunde 1973/74 noch drei Oberligapunktspiele. Zum letzten Mal trat er am 27. Oktober 1973 in der Oberliga an. In der Partie FC Carl Zeiss – Chemie Leipzig (5:1) wurde er noch einmal als Mittelfeldspieler eingesetzt. Im bereits im Januar 1974 ausgetragenen Halbfinalhinspiel des Pokalwettbewerbs 1973/74 bot ihn Hans Meyer in der 2. Halbzeit letztmals in der 1. Mannschaft in einem Pflichtspiel auf, sodass der Industrieschmied mit diesem und einem weiteren Einsatz zuvor zu jener am Pokalsieg beteiligten Mannschaft gehörte, ohne dann im Finale im April (3:1 nach Verlängerung gegen Dynamo Dresden) auf dem Platz in der Siegerelf gestanden zu haben.
Innerhalb von dreizehn Jahren hatte Rock 339 Pflichtspiele für den FC Carl Zeiss Jena bestritten und dabei 49 Tore erzielt. Er spielte 254-mal in der Oberliga (37 Tore), 34-mal im nationalen Pokalwettbewerb (7) und in 51 internationalen Pokalspielen (5) – davon 28 (1) im Europapokal und 23 (4) im IFC, einem Vorläufer des späteren UI-Cups.

### Auswahleinsätze
In Jenas erster Meistersaison wurde Rock auch in den Kader der U-23-Auswahl des DFV aufgenommen. Am 14. Oktober 1962 bestritt er, als Mittelstürmer eingesetzt, sein erstes Länderspiel in einer Begegnung des ostdeutschen Nachwuchses gegen Rumänien (1:0-Auswärtssieg). Bis 1965 wurde der Motor-Akteur insgesamt in neun Länderspielen dieser Elf aufgeboten.
1967 begann Rocks Karriere als A-Nationalspieler. Nachdem er im September und im Oktober bereits zu zwei Einsätzen in der B-Nationalmannschaft gekommen war, gab er am 6. Dezember 1967 in Bukarest gegen Rumänien seinen Einstand in der A-Nationalmannschaft. Beim 1:0-Sieg im Rahmen der Olympiaqualifikation für die Spiele in Mexiko wurde er über die gesamte Spieldauer als Innenverteidiger eingesetzt. Die FIFA wertet die beiden Olympiaqualifikationsspiele gegen Rumänien aus dem Jahre 1967 im Gegensatz zum DFV und DFB nicht als offizielle A-Länderspiele. Da Rock in der zweiten dieser beiden Begegnungen debütiert hatte, weist die FIFA für ihn nur 10 A-Länderspiele aus. Danach musste er sich mit der Rolle eines Ersatzspielers begnügen, erst ab 1970 kam er als Libero in sechs Spielen in Folge zum Einsatz. Sein einiges Länderspieltor war von besonderer Bedeutung. Am 16. April 1969 schoss Rock, in der 77. Minute eingewechselt, in der 90. Minute den 2:1-Siegtreffer im Weltmeisterschaftsqualifikationsspiel gegen Wales und nährte damit die Hoffnung auf die WM-Teilnahme 1970. Letztlich verpasste aber die DDR, wie bei der Olympiaausscheidung, erneut ein Ticket für Mexiko. Am 2. Februar 1971 bestritt Rock sein letztes und elftes A-Länderspiel während einer Südamerikatournee in Santiago de Chile bei einem 1:0-Sieg über den Gastgeber Chile.
Zwischen 1964 und 1968 war Rock auch Mitglied der DDR-Olympiaauswahl. Er gehörte zum Aufgebot der damals protokollarisch noch nicht eigenständig auftretenden ostdeutschen Vertretung für das olympische Fußballturnier 1964 in Tokio, war aber nicht als Stammspieler vorgesehen. Er kam zunächst nur im Vorrundenspiel gegen Mexiko (2:0) zum Einsatz. Nachdem sich Klaus Urbanczyk im Halbfinalspiel (1:2 gegen die Tschechoslowakei) verletzt hatte, setzte Trainer Károly Sós Rock auch im kleinen Finale ein, allerdings mit der Maßgabe, dass er im Falle eines Sieges seine Medaille an Urbanczyk abtreten würde. Die DDR gewann mit 3:1 über Ägypten, und Rock reichte seine Bronzemedaille an Urbanczyk weiter. Später erhielt er vom DDR-NOK eine Nachbildung der Medaille. Ebenfalls später äußerte sich Rock dazu: „Die Entscheidung fiel mir ehrlich gesagt nicht leicht. Ich war ja damals erst 22 Jahre alt und logischerweise ganz heiß auf die Medaille.“ 1967 und 1968 bestritt Rock drei von sechs Qualifikationsspielen für Olympia 1968. Die DDR-Elf konnte sich aber nicht für das Turnier in Mexiko-Stadt qualifizieren.

### Erfolge
- DDR-Meister 1963, 1968, 1970
- DDR-Pokalsieger 1972
- Bronzemedaille Tokio 1964

## Weiterer Werdegang
Von 1974 bis 1989 war Rock Mannschaftsleiter der Jenaer Oberligamannschaft. Ab 1980 durfte der frühere Nationalspieler das Team nicht mehr ins westliche Ausland begleiten, nachdem ihm damalige Funktionäre Vorwürfe im Umgang mit Besuch aus der Bundesrepublik gemacht hatten. Kurz vor dem Mauerfall verlor er diese Aufgabe im Fußballclub des Kombinates VEB Carl Zeiss Jena und rutschte im Rahmen des Umbaus der ostdeutschen Wirtschaft durch die Wende beruflich ins Abseits. 1996 zeichnete in der Klub mit der Goldenen Ehrennadel aus. Rock verstarb im Juni 2021 im Alter von 79 Jahren.

## Trivia
Der Fußballspieler Manfred Rock war sein Bruder.